# Gospodin oformitel
Gospodin oformitel (russisk: Господин оформитель, da.: Hr. dekoratør) er en sovjetisk spillefilm fra 1988 instrueret af Oleg Teptsov i dennes instruktør debut. Det er en af de første sovjetiske film om mystiske temaer og er baseret på Aleksandr Grins roman Seryj avtomobil (da.: Den grå bil) fra 1923. 

## Handling
Handlingen finder sted i Petrograd (Sankt Petersborg) i 1908-1914. Den berømte grafiske designer, Platon Andrejevitj, ønsker at forlænge livet for en person i skulptur og tegninger og forsøger at overvinde døden og forbedre verden omkring ham ved hjælp af hans talent. I mange år var han hjemsøgt af tanken om at konkurrere med Gud. Som skaber af storslåede voksmannequiner ønsker han at skabe noget perfekt og evigt, ikke underlagt tidens strømninger.
I 1908 modtager kunstneren en ordre fra en guldsmed om at dekorere et butiksvindue. På jagt efter en model til at lave en mannequin til en montre finder kunstneren Anna, en ung pige, der er dødeligt syg. Ud fra hende skulpturerer han sin bedste mannequin og lægger hele sin sjæl og en dråbe af Annas blod i arbejdet.
Nogle år efter i 1914 er den kendte kunstner gået i glemmebogen. Under indflydelse af en kreativ krise begynder kunstneren at misbruge morfin. På et tidspunkt accepterer  Platon Andrejevitj tilbuddet fra en rig forretningsmand, Grillo, om at dekorere det indre af Grillos hus. Bekendtskabet med ejerens kone, Maria, undrer Andrejevitj, der er overbevist om, at han for et par år siden havde formet sin bedste voksmannequin ud af hende, som derefter fik navnet Anna Beletskaja. Ikke desto mindre informerer Maria ham om, at hun aldrig har set ham før og ikke kender noget om Anna.
Efter alle forsøg på at komme til sandheden hører Andrejevitj kun fra hende: "Glem Anna. Hun er væk."
Andrejevitj frier til Maria, men hun fortæller ham, at han er for fattig. Takket være en utrolig tilfældighed vinder Andrejevitj en enorm formue fra Marias mand i et spil kort. Maria flygter fra værkstedet til en besat galning, der vedvarende kalder hende ved andres navne. Andrejevitj begynder at lede efter bevis for, at Marie er Anna, men finder kun tilbagevisninger. På en af kirkegårdene finder han Annas grav. I stedet for en mannequin, der står i studiet, finder han Annas udtørrede mumie.
Platon går til Grillos hus og opdager, at ejeren er død, og hans krop er forberedt til begravelsen. Hans enke har allerede skiftet mening og er klar til at overgive sig til kunstneren. Han siger dog, at Maria ikke er en rigtig person, men en mannequin der er kommet til live, en dukke, han skabte, der angiveligt tog Annas plads. De to kommer i fysisk kamp. Maria har en overraskende stor styrke, og under kampen rammer Platon Andrejevitj hendes ansigt med en brændende stykke brænde og sætter hendes ansigt i brand. En af Marias ledsagere sårer Andrejevitj med en pistol. Maria kører hænderne over sit brændte arrede ansigt og genopretter sit fejlfri udseende. Den sårede Andrejevitj forsøger at flygte og bliver ramt af en grå bil.
Finalen giver ikke et endeligt svar på, om Mary virkelig var en mannequin, der kom til live, eller om det bare er en galnings besættelse.

## Medvirkende
- Viktor Avilov - Platon Andrejevitj
- Anna Demjanenko - Anna / Marija
- Mikhail Kozakov - Grillo
- Ivan I. Krasko
- Vadim Lobanov